# Lago Deseado
El lago Deseado o laguna Deseado es un cuerpo de agua binacional ubicado en la frontera que divide las soberanías de la Argentina y Chile en la isla Grande de Tierra del Fuego, la mayor del archipiélago fueguino, en el extremo austral de América del Sur.
(No confundir con laguna Deseada, ubicada al norte de la ciudad de Porvenir, en la isla de Tierra del Fuego.)

## Descripción
El lago Deseado es un cuerpo de agua léntico situado en el centro de la isla Grande de Tierra del Fuego. Se localiza al pie, por el norte, de la sierra Inju-Gooiyin o Beauvoir, que separa su cuenca de la del lago Fagnano ubicado hacia el sur, siendo como este también seccionado por el límite internacional. El término fronterizo deja su mayor parte en el lado occidental (chileno), correspondiente a la comuna de Timaukel, de la provincia de Tierra del Fuego, en la Región de Magallanes y de la Antártica Chilena. Una pequeña porción de su sector oriental se incluye en territorio argentino, perteneciente al departamento Tolhuin de la provincia de Tierra del Fuego, Antártida e Islas del Atlántico Sur.
Desde la margen más oriental (argentina) desarrolla una península la cual crea un golfo reparado hacia el norte y otro más abierto por el sur.

## Geología e hidrología
Su formación se origina en una de las 3 ramas mayores del sistema de fallas de la isla Grande, precisamente denominado: “zonas de falla del Lago Deseado” la cual posee 100 km (kilómetros) de largo.
El lago Deseado forma parte de la cuenca del río Grande, el más extenso y caudaloso de todo el archipiélago fueguino, al que alcanza mediante su efluente, el río de la Turba o Menéndez. Este se desprende del lago desde su ribera nordeste (en territorio chileno), e inmediatamente transpone el límite y penetra en la Argentina. En la margen argentina del lago desemboca un importante afluente: el río Valdés.
Por el oeste recibe al emisario del lago Despreciado ubicado en el valle de la Paciencia.
La altitud de este lago es de 167 m s. n. m. (metros sobre el nivel del mar), y su superficie es de 12 km² (kilómetros cuadrados). Su longitud en el eje oeste-este es de 10,5 km (kilómetros), de los cuales solo los últimos 500 m (metros) pertenecen a la soberanía argentina. Las costas septentrionales son bajas; las australes, en cambio, son muy montañosas, y sus laderas caen sobre las aguas con pendientes pronunciadas.
Su anchura va desde un mínimo de 770 m en su parte media a 1700 m en su sector oriental.

## Población, economía y ecología

### Frontera
Tanto la península como ambos golfos son cortados por el límite internacional. 
El tramo de frontera que lo corta es el segmentado por los hitos XX (al norte) y XXI (al sur). El 29 de febrero de 2000 se colocó en la pequeña península interna del lago el hito I-XX-A, una pirámide de hierro de 2,70 m, de base triangular. El mismo día se colocó, en el punto en que el límite corta la orilla sur del espejo lacustre, el hito I-XX-B, una pirámide de hierro de 2,75 m, de base triangular.

### Acceso
Se accede desde Chile, por la ruta Y-85, recorriendo el territorio de la reserva natural Karukinka, y posteriormente se alcanza la ribera occidental del lago Deseado. Luego el camino prosigue contorneando por su margen austral durante 4,6 km. En este tramo se encuentra el único lugar habitado del lago, el “Lodge Deseado”. Este camino se inauguró recién en el año 2005.